# Sei giorni della canzone 1960
Questa pagina raccoglie i dati relativi all'edizione della Sei giorni della canzone del 1960.

## La manifestazione
Alla direzione d'orchestra si alternano alcuni musicisti, a seconda della casa discografica del cantante: Gorni Kramer, Enzo Ceragioli, Pino Calvi, Riccardo Vantellini, Giulio Libano, Franco Pisano, Renato Carosone, Gigi Cichellero, Walter Malgoni, Dino Olivieri ed Ezio Leoni.
Le canzoni sono giudicate da due giurie: la prima composta da alcuni giornalisti musicali e la seconda dagli spettatori presenti in sala.
In ogni serata sono presenti alcuni ospiti non in gara.
Le due canzoni Il ponte, cantata da Mario D'Alba, e Olympia in Rome, eseguita da Luciano Rondinella, pur essendo arrivate in finale vengono ritirate per protesta verso l'organizzazione da uno degli autori, Dino Olivieri; di conseguenza i due cantanti non si esibiscono.

## I cantanti partecipanti
Sono evidenziati in neretto i finalisti.
- Giovedì 7 aprile - Martedì 12 aprile 1960
  - Prima serata - Giovedì 7 aprile - presenta Adriana Serra
  - I Due Corsari con Una fetta di limone - Dischi Ricordi
  - Piero Giorgetti con Baciami - Stereo
  - Rob Nebbia con Flamenco Rock - Philips
  - Mario D'Alba con Il ponte - Philips
  - Daisy Lumini con Il gabbiano - RCA Italiana
  - Jimmy Roty con Ti amo, ti amo, ti amo - Fonit
  - Silvana Sevà con Serafino campanaro - La Voce del Padrone
  - Joe Sentieri con La nave del cielo - CAR Juke Box
  - Franco Duranti con Pazze d'amore - CGD
  - Marcellino con Credo nell'amore - Music
  - I Capitani con Quando si dice sì - Hollywood
  - Edda Montanari con Un pianoforte - Fonit
  - Lia Scutari con L'ombra - The Red Record
  - Caterina Villalba con Amare - Music
  - Maria Pia Colonnello con Sì, sì, pietà - Philips
  - Marco Manni con Desiderabile - The Red Record
  - Gian Costello con Prima o poi - La Voce del Padrone
  - Rick Valente con Non voglio vederti - Music
- Ospiti non in gara: Tony Dallara, Nilla Pizzi, Jula de Palma, Wera Nepy, fatima Robin's
  - Seconda serata - Venerdì 8 aprile - presenta Lucio Flauto
  - Umberto Bindi con Il nostro concerto - Dischi Ricordi
  - Sergio Renda con Niente margherite - CGD
  - Aldo Attuali con Amare mai - Primary
  - Luciano Rondinella con Olympia in Rome - Fontana Records
  - Wanna Ibba con Credo - Jolly
  - Jole Vaja con Voglio vendere l'anima - Italdisc
  - Tosca Pacini con Sì! - La Voce del Padrone
  - Ambra Massimo con Così mi piaci - Hollywood
  - Sergio Bozzetti con Finché vivrò - Jolly
  - Adriano Valle con Devi dimenticare - Cetra
  - Anita Traversi con Ora - Jolly
  - Silvia Guidi con Quando c'è la luna piena - Fontana Records
  - Gene Colonnello con Peccato - Stereo
  - Brunetta con Tutte storie - Dischi Ricordi
  - Alberto Rabagliati con Fiori - Philips
  - Roberto Sanguigni con Baby non bere - Italdisc
  - Tony Del Monaco con Fra le tue mani - RCA Italiana
  - Rick Rolando con Il tatuaggio - Philips
  - Pino Donaggio con No no mai! - Columbia
  - Tito Livio con Bella signorina! - Jolly
- Ospiti non in gara: Joe Sentieri, Anna D'Amico, Flo Sandon's, Achille Togliani, Franco Cerri, Gianni Basso e oscar Valdambrini
  - Terza serata - Sabato 9 aprile - presenta Corrado
  - Ghigo con Allocco tra gli angeli - Primary
  - Victor Somma con Follie - Hollywood
  - Miriam Del Mare con Buonanotte Roma - Juke-Box
  - Paola Orlandi con Plenilunio - Dischi Ricordi
  - Rosella Risi con Tu sei simile a me - Cetra
  - Jenny Luna con Magico amore - CAR Juke Box
  - Aura D'Angelo con E cammino cammino - Fonit
  - Gianni Traversi con Il ritorno del cow boy - Fonit
  - Johnny Baldini con Perché non telefoni più - Excelsius
  - Fernanda Furlani con Tienimi - Dischi Ricordi
  - Elly Giglioli con Non andartene - La Voce del Padrone
  - Armando Romeo con Precipizio - CAR Juke Box
  - Carol Danell con Ladro romantico - RCA Italiana
  - Rosella Guj con Guastafeste - CAR Juke Box
  - Carmen Villani con Candida - Bluebell
  - Loredana con La ragazza dinamite - CGD
  - Stella Dizzy con Grazie settembre - RCA Camden
  - Bruno Pallesi con Voglio - Primary
  - Mario Perrone con Forse - RCA Italiana
  - Uccio Renner con Aspettare - Italdisc
  - Emilio Pericoli con Mi ha baciata - Dischi Ricordi
- Ospiti non in gara: Wilma De Angelis, Ernesto Bonino, Maurizio Arena, Jenny Luna, Umberto Bindi, i Marcellini
  - Quarta serata - Domenica 10 aprile - presenta Febo Conti
  - Tony Renis con Tenerezza - La Voce del Padrone
  - Anna D'Amico con Tu sei l'ultimo - CGD
  - Nicky Davis con Nuvole - Bluebell
  - Wera Nepy con All'estremo - The Red Record
  - Mirella Vinay con Amor - Cetra
  - Tullio Pane con Superbiosella - Fonit
  - Piero Trombetta con Kriminal Tango - La Voce del Padrone
  - Mara Del Rio con Con te felicità - The Red Record
  - Silvano Silvi con Senza amore - Primary
  - Lorenza Lory con Sei come me - Dischi Ricordi
  - Babette con Uccidimi - CAR Juke Box
  - Ernesto Bonino con Giulietta - CAR Juke Box
  - Rosalba Lory con C'abbuffe' a ffa' - Fonit
  - Paula con Sei giorni d'amore - The Red Record
  - Emy Orlando con Ehi!Che tipo - Caprice
  - Mara Morris con È incredibile - Primary
  - Rosario Borrelli con Voglio vendere l'anima - RCA Italiana
  - Jolanda Rossin con Ti voglio bene - Cetra
  - Gino Paoli con Grazie - Dischi Ricordi
- Ospiti non in gara: Nicola Arigliano, Paolo Bacilieri, Adriano Celentano, Nuccia Bongiovanni, Fausto Cigliano, Aldo Volontè
  - Quinta serata - Lunedì 11 aprile - presenta Fausto Tommei
  - Jimmy Fontana con Non dirlo a nessuno - Hollywood
  - Pino Vinci con Ehi!Nonnino - The Red Record
  - Elda Bianchi con Che sera stasera - Primary
  - Giorgio Gaber con Non arrossire - Dischi Ricordi
  - Grazia Poli con Sarà la notte - Caprice
  - Roberto Davini con Tu sei bellissima - RCA Italiana
  - Maurizio Arena con Meravigliosa - CAR Juke Box
  - Franco Vicini con Ti credo - Italdisc
  - Torrebruno con Un attimo infinito - CGD
  - Nuccia Bongiovanni con Solo te - Dischi Ricordi
  - Bruna Lelli con Amo il sole - Cetra
  - Gino Corcelli con Il tuo nome - Combo Record
  - Mara Giosi con Tutto ti darò - Fonit
  - Franco Franchi con Ogni giorno - Combo Record
  - Luciano Tajoli con Un giorno - Juke-Box
  - Annamaria Fei con È finito - Combo Record
  - Adriana Del Poggio con Nessuno è solo - Cetra
  - Rossella Masseglia Natali con Sogno se mi guardi - CAR Juke Box
  - Ileana Flores con Buio - Fonit
  - Colin Hicks con Susy & John - Broadway
- Ospiti non in gara: Quartetto Cetra, Gil Cuppini, Miranda Martino, Luciano Virgili, Luciano Tajoli, Corrado Lojacono
  - Sesta serata - Martedì 12 aprile - presenta Marisa Borroni.  Elenco delle 20 canzoni finaliste in ordine di arrivo.
  - Tony Renis con Tenerezza (testo di Luciano Beretta e Orfelio Cesari; musica di Amedeo Olivares e Tony Renis) - Voti 1159
  - Anna D'Amico con Tu sei l'ultimo (testo di Antonietta De Simone e Alberico Gentile; musica di Edilio Capotosti - Voti 1052
  - Umberto Bindi con Il nostro concerto (testo di Giorgio Calabrese; musica di Umberto Bindi) - Voti 814
  - Ghigo con Allocco fra gli angeli (testo di Ghigo; musica di Piero Soffici) - Voti 671
  - Nicky Davis con Nuvole (testo di Isabella Magni; musica di Franco Graniero - Voti 282
  - I Due Corsari con Una fetta di limone (testo di Umberto Simonetta; musica di Giorgio Gaber e Renato Angiolini - Voti 217
  - Piero Giorgetti con Baciami - Voti 177
  - Giorgio Gaber con Non arrossire - Voti 133
  - Wera Nepy con All'estremo - Voti 127
  - Jimmy Fontana con Non dirlo a nessuno - Voti 58
  - Victor Somma con Follie - Voti 56
  - Pino Vinci con Ehi! Nonnino - Voti 53
  - Miriam Del Mare con Buonanotte Roma - Voti 21
  - Paola Orlandi con Plenilunio - Voti 12
  - Sergio Renda con Niente margherite - Voti 9
  - Elda Bianchi con Che sera stasera - Voti 7
  - Aldo Attuali con Amare mai - Voti 3
  - Rob Nebbia con Flamenco rock - Voti 1
- Ospiti non in gara: Mario Riva, Mike Bongiorno, Arturo Testa, Tony Dallara, Mina, Marino Barreto Jr.